# Santa Bernardina

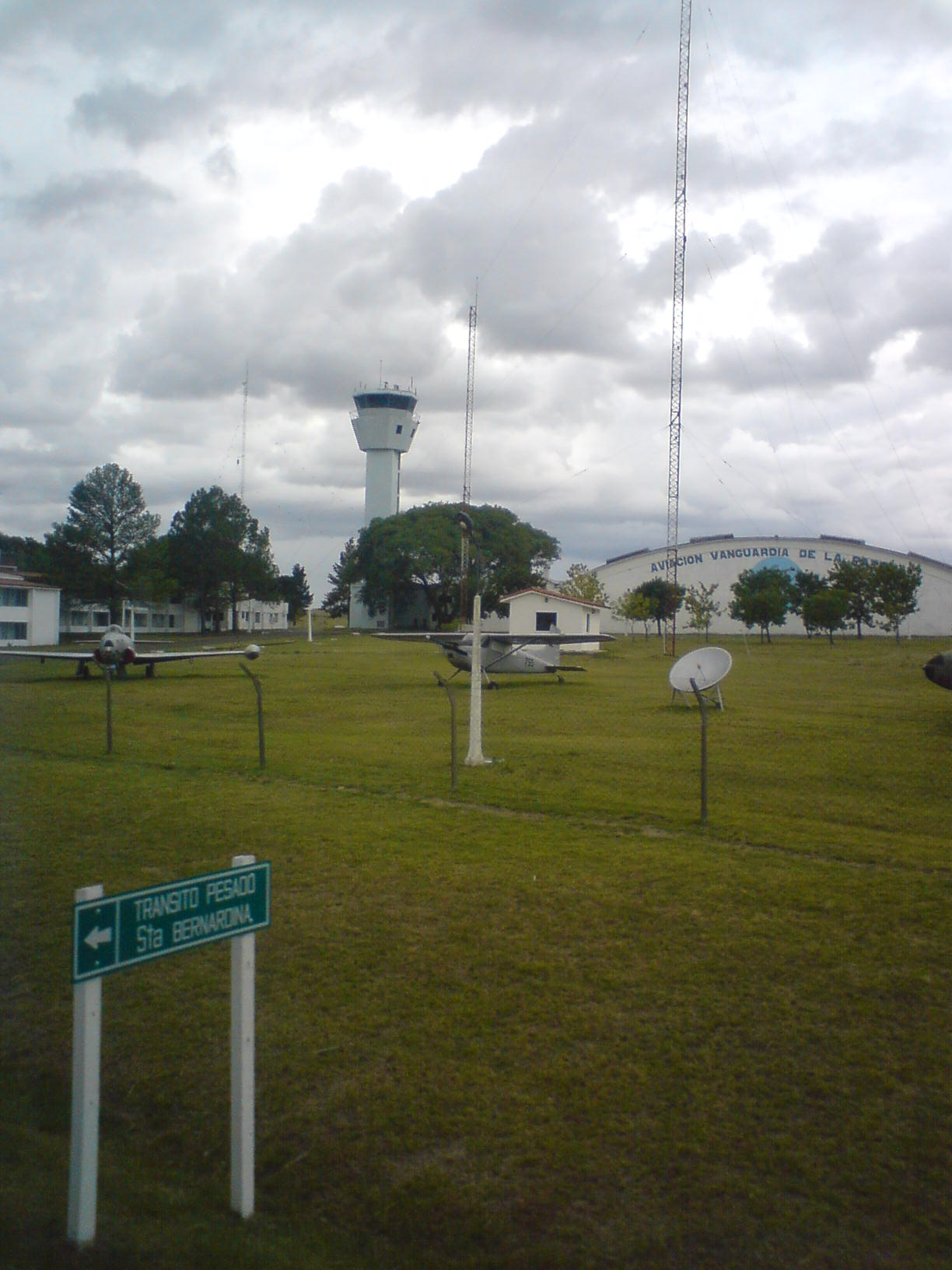
Aeropuerto Internacional de Santa Bernardina

Santa Bernardina es una localidad uruguaya del departamento de Durazno.

## Ubicación
La localidad se encuentra situada en la zona suroeste del departamento de Durazno, sobre las costas del río Yí en la margen opuesta a la ciudad de Durazno, con la cual se une directamente a través de dos puentes carreteros y uno ferroviario.

## Población
Según el censo de 2023, la localidad contaba con una población de 1150 habitantes
| 887           | 1441 | 1371 | 1243 | 1333 | 1094 | 1150 |
| (Fuente: INE) |      |      |      |      |      |      |

## Economía
- Industria Cárnica: En la localidad se ubican 2 frigoríficos: «Frigo Yí» y «Frigorífico Durazno», ambos son exportadores de productos cárnicos y son fuente de empleo para la localidad y la vecina ciudad de Durazno.[5]

## Servicios
Junto a la localidad se encuentra el Aeropuerto Internacional de Santa Bernardina y la Base Aérea Tte. 2° Mario W. Parallada. La localidad alberga también la estación de ferrocarriles «Yí» y la sede de la Sociedad Rural de Durazno.